# Maarten Vermaseren
Maarten Jozef Vermaseren (Nijmegen, 7 april 1918 – Amsterdam, 9 september 1985) was een Nederlandse classicus en godsdiensthistoricus. Hij was gespecialiseerd in de mysteriecultussen van het Romeinse Rijk. Hij gold in het bijzonder als een groot kenner van het mithraïsme.

## Levensloop

### Geboorte en scholing
Vermaseren werd geboren in een rooms-katholiek gezin en haalde bij de jezuïeten aan het Canisius College zijn gymnasiumdiploma. Daarna studeerde hij in zijn geboortestad klassieke talen aan de Roomsch Katholieke Universiteit Nijmegen. Vermaseren moest zijn studietijd enige tijd onderbreken tijdens de Tweede Wereldoorlog toen hij naar Duitsland werd gedeporteerd en daarna enige tijd als tolk bij het Amerikaanse leger dienst deed. Hij studeerde af in 1945. Begin jaren vijftig studeerde hij in Parijs, Londen en Oxford. In eerstgenoemde stad ging hij in de leer bij onder anderen Franz Cumont, autoriteit op het gebied van oosterse religies in de Oudheid. Dit werd tevens het vakgebied van Vermaseren zelf. In 1951 promoveerde hij op het proefschrift De Mithradienst in Rome aan de Universiteit Utrecht.

### Loopbaan
Vanaf 1947 was Vermaseren vaak in Rome, waar hij enige tijd onderzoek deed aan het Nederlands Instituut en dit   combineerde met een baan als journalist voor De Maasbode. Vervolgens werkte Vermaseren als docent klassieke talen: tussen 1953 en 1955 aan de Werkplaats Kindergemeenschap in Bilthoven en tussen 1958 en 1968 aan het Vossius Gymnasium in Amsterdam. Vanaf 1968 tot aan zijn vroegtijdige emeritaat in 1979 was hij bijzonder hoogleraar en wetenschappelijk hoofdmedewerker in de Geschiedenis van de hellenistische godsdiensten aan de Rijksuniversiteit te Utrecht. Hij bleef tot 1983 actief als wetenschapper. 
Vermaseren gold vanaf zijn studiejaren als een autoriteit op het gebied van de oosterse godsdiensten in de late Oudheid, in het bijzonder die van Mithras, Kybele en Attis. Samen met Carel Claudius van Essen leidde hij in de jaren vijftig en zestig jarenlang de opgravingen van het mithraeum onder de Santa Prisca in Rome. In 1959 verscheen Mithras, de geheimzinnige god, een bewerking van zijn proefschrift. Het boek werd in vele talen vertaald en gaf  Vermaseren internationale roem.

### Collectie
Vermaseren was een groot verzamelaar van oudheden gelieerd aan oosterse cultussen. Bij leven schonk hij reeds artefacten aan het Allard Pierson Museum. Na zijn dood kreeg dat museum, alsook het Rijksmuseum van Oudheden een deel van zijn collectie in langdurige bruikleen, waaronder een Mithras-reliëf met tauroctonie (stierdoding).
- Bibliothèque nationale de France: cb120192936 (data)
- Gemeinsame Normdatei: 143400339
- International Standard Name Identifier: 0000 0001 1476 1941
- Library of Congress Control Number: n79104316
- Nationale Bibliotheek van Letland: 000006770
- Nationale Bibliotheek van Tsjechië: jx20060117110
- Nationale Bibliotheek van Israël: 987007306040505171
- Nederlandse Thesaurus van Auteursnamen: 068575238
- Système universitaire de documentation: 028336615
- Virtual International Authority File: 84351259
- WorldCat: E39PBJfMpPxyGByDWhyQMvhj4q